# دیوید دیویس (قاضی)

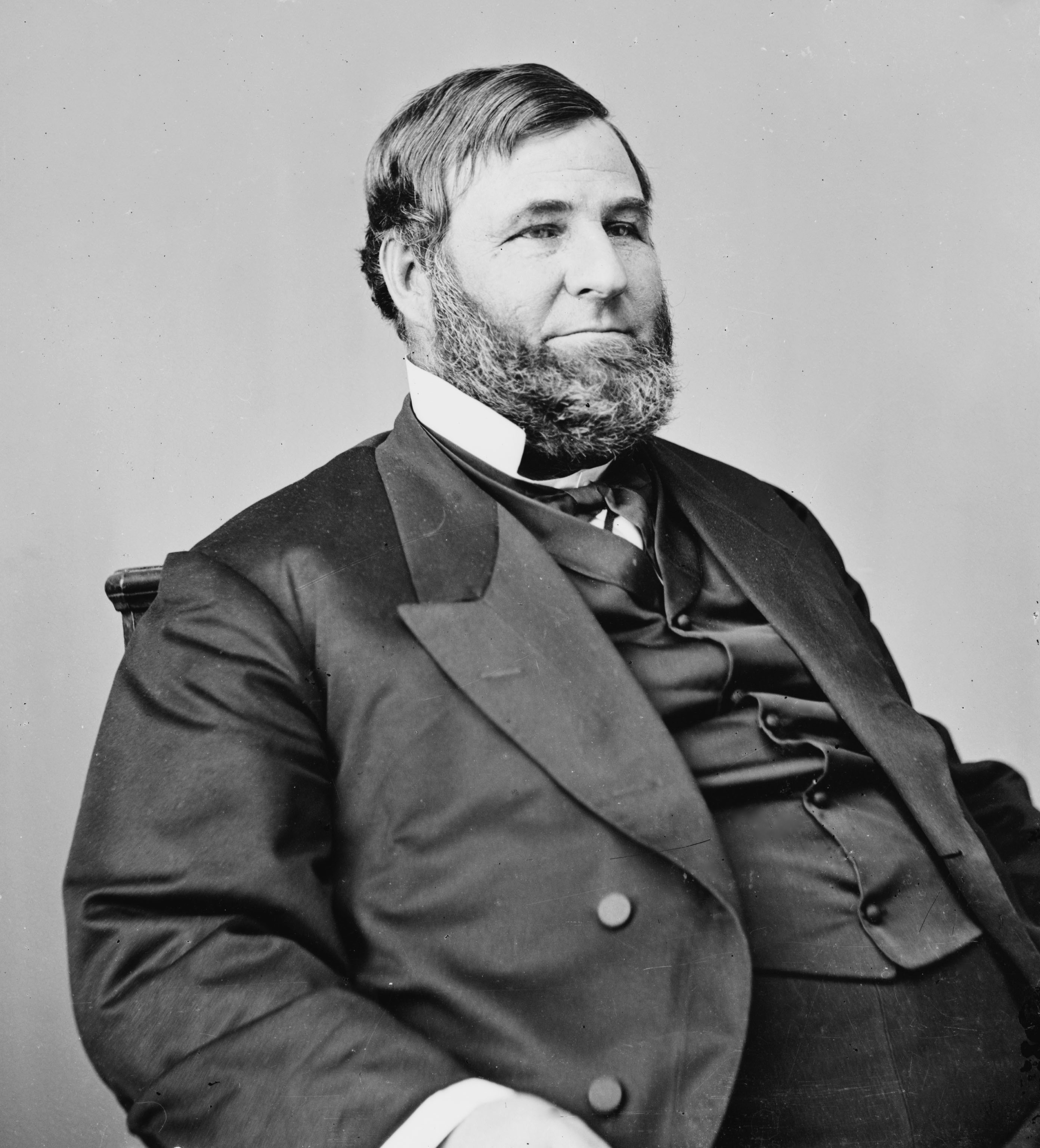
نگاره‌ای از دیوید دیویس (حوالی ۱۸۵۵ الی ۱۸۶۵)

دیوید دیویس (به انگلیسی: David Davis) سناتور سابق عضو کنشگر سیاسی مستقل بود. وی در سال ۱۸۷۷ تا ۱۸۸۳ میلادی سناتور ایالت ایلی‌نوی در سنای ایالات متحده آمریکا بود.